# بولیوار پنیزیولا (تگزاس)
بولیوار پنیزیولا، تگزاس(به انگلیسی: Bolivar Peninsula, Texas) شهری در ایالت تگزاس از ایالات جنوبی ایالات متحده آمریکا است. در سرشماری سال ۲۰۰۰، جمعیت این شهر ۳۸۵۳ نفر اعلام شد.

## نگارخانه

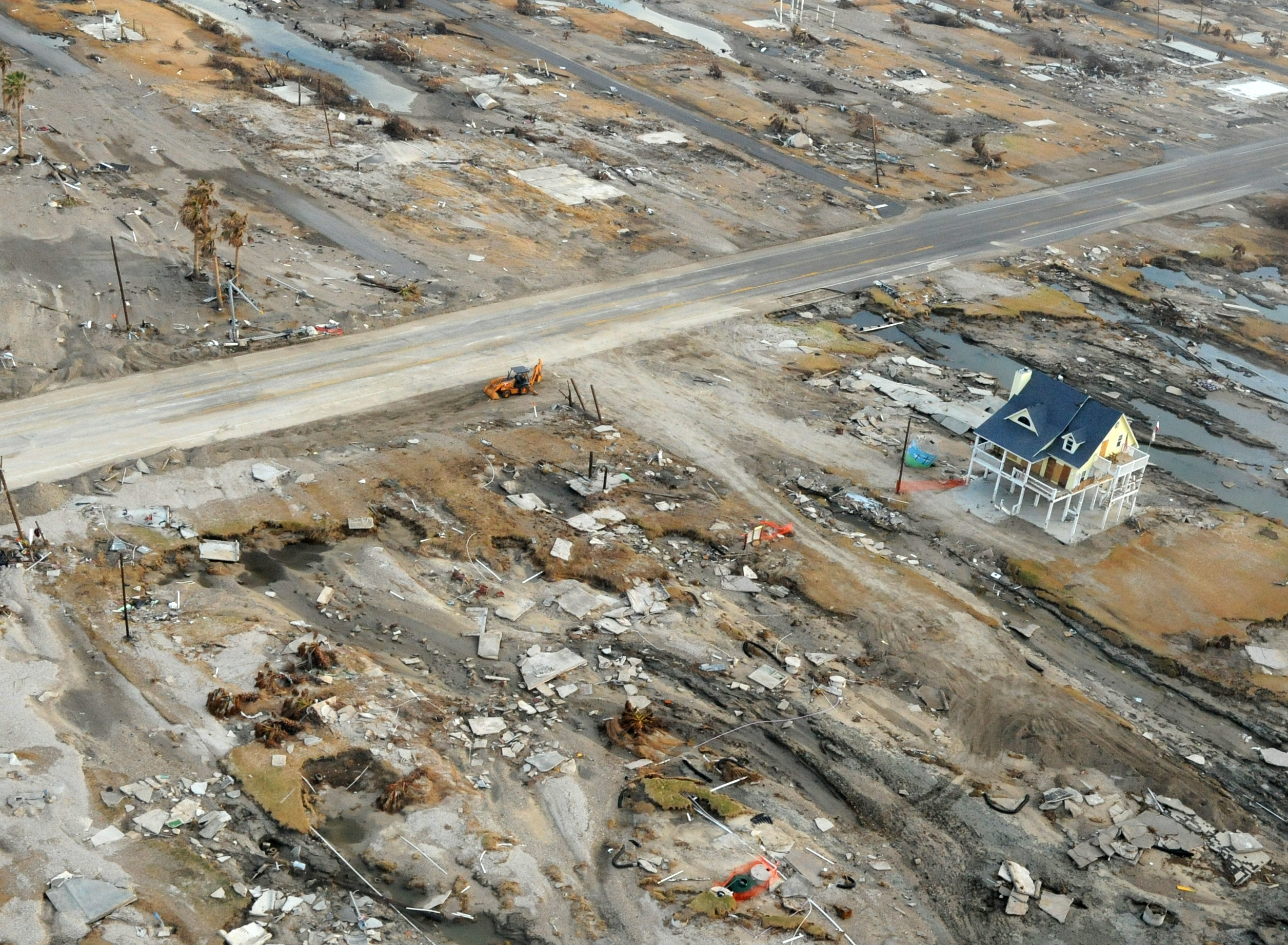
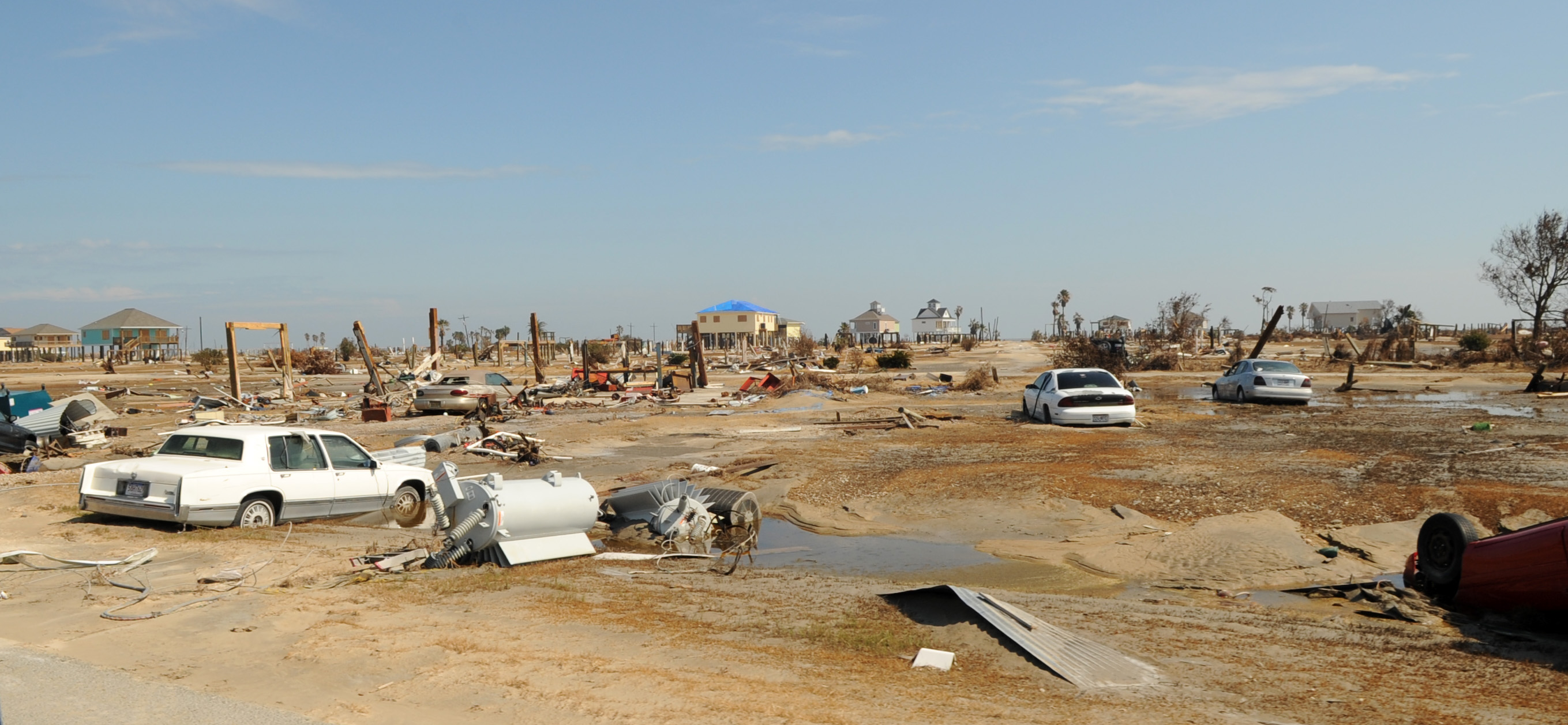